# Stephensoniella marina
Stephensoniella marina är en ringmaskart som först beskrevs av Moore 1902.  Stephensoniella marina ingår i släktet Stephensoniella och familjen småringmaskar. Inga underarter finns listade i Catalogue of Life.